# بين أولسون
بين أولسون (بالإنجليزية: Ben Olson)‏ هو لاعب كرة قدم أمريكية أمريكي، ولد في 28 فبراير 1983 في ميسولا في الولايات المتحدة.